# Западнопфальцский диалект
Западнопфальцский диалект (нем. Westpfälzisch; в диалекте — West-Pälzisch) — диалект немецкого языка, входящий в состав пфальцского диалекта. Внутри пфальцского граница между западным и переднепфальцским диалектами приблизительно проходит вдоль границ районов Кайзерслаутерн и Бад-Дюркхайм вместе с gebroch/gebroche-линией.